# Markus Müller (Künstler, 1970)
Markus (Augustinus) Müller (* 1970 in Teufen) ist ein Schweizer Künstler und Bildhauer. Häufig reflektieren seine Werke die Bildhauerei als solche durch eine überhöhte Darstellung von Material, Form oder Verarbeitung.

## Leben und Ausbildung
Markus Müller wurde 1970 in Teufen, Schweiz geboren. Nach einer Lehre bei Jakob Schläpfer in St. Gallen begann er seine gestalterische Ausbildung zuerst an der Schule für Gestaltung in St. Gallen, wo er den Vorkurs und den Studiengang Farbe Form Raum besuchte. Ab 1992 studierte er in Basel, wo er 1995 seine Ausbildung an der Bildhauerklasse der Hochschule für Gestaltung und Kunst abschloss. Im akademischen Jahr 1997/98 war er Mitglied am Schweizerischen Institut in Rom und 2002/03 Stipendiat an der Cité Internationale des Arts in Paris.

## Werk
Für das 1952 erbaute Gemeindehaus Stephanus in Basel realisierte er 2001 das Wandbild aus Tannenholz Durchbruch. Dieses ging aus einem Wettbewerb zum Thema «Der liturgische und spirituelle Weg von Karfreitag zu Ostern» hervor.
Seine Werke sind in zahlreichen Sammlungen vertreten.

## Auszeichnungen
2002 wurde Müller mit dem Manor-Kunstpreis ausgezeichnet, in den Jahren 2004, 2006 und 2010 mit dem Swiss Art Award. Er wurde ausserdem mit Werkbeiträgen des Kunstkredit Basel-Stadt (1995, 1998), der Ausserrhodischen Kulturstiftung (1995, 1998, 2001) und der Kiefer Hablitzel Stiftung (1995, 1997) gefördert.

## Lehre
Von 2006 bis 2009 war Müller Gastdozent am Studiengang Bildende Kunst der Zürcher Hochschule der Künste. Seit 2010 ist er Dozent am Studiengang Bildende Kunst der Hochschule der Künste in Bern.

## Bibliographie
- Markus Müller – Rauch, 2022, Bündner Kunstmuseum Chur und edition fink Zürich, Teil der Ausstellung «im Umbau» im Bündner Kunstmuseum, mit Texten von Damian Jurt (Herausgeber), Katharina Dunst, Mohomodou Houssouba, Muda Mathis, Markus Müller und Annaïk Lou Pitteloud, Gestaltung: büro 146, Valentin Hindermann, Damian Jurt, Christa Lanz, Markus Müller, Georg Rutishauser und Madeleine Stahel. ISBN 978-3-03746-251-5
- Markus Müller – Nutzen & Nachteil, 2006, Kunsthaus Glarus und edition fink Zürich, Monografie anlässlich der Ausstellung «Agatenplatten» im Kunsthaus Glarus, mit Texten von Nadia Schneider (Herausgeberin), Claudia Blümle und Tan Wälchli, Gestaltung: elektrosmog, Valentin Hindermann, Simone Koller und Marco Walser. ISBN 3-906086-94-1
- «Markus Müller», 2002, Kunstmuseum Basel Gegenwart und Öffentliche Kunstsammlung Basel, mit Texten von Philipp Kaiser und Marianne Wackernagel, Gestaltung: Martin Infanger ISBN 3-7204-0133-2